# Rilasta zvjezdica
Rilasta zvjezdica (lat. Vancouveria hexandra), trajnica iz porodice Berberidaceae raširena po zapaddu Sjeverne Amerike, od Washingtona do Kalidornije.
Naraste do 46 cm. visine. Cvjetovi su bijeli.

## Sinonimi
- Caulophyllum gracile Douglas ex Hook.
- Epimedium hexandrum Hook.
- Sculeria geminata Raf.
- Vancouveria brevicula Greene
- Vancouveria parvifolia Greene
- Vancouveria picta Greene

## Galerija
- V. hexandra, Kalifornija
- V. hexandra
- V. hexandra

## Vanjske poveznice
- Vancouveria hexandra

|  | Zajednički poslužitelj ima još gradiva o temi Vancouveria hexandra |
|  | Wikivrste imaju podatke o taksonu Vancouveria hexandra             |